# Volkswagen Passat IX
La Volkswagen Passat IX (chiamata anche Passat B9) è un'autovettura prodotta dalla casa automobilistica tedesca Volkswagen dal 2023.
Si tratta della nona generazione della Volkswagen Passat, che è disponibile solo in versione familiare a 5 porte e non più come berlina a tre volumi.

## Storia e descrizione

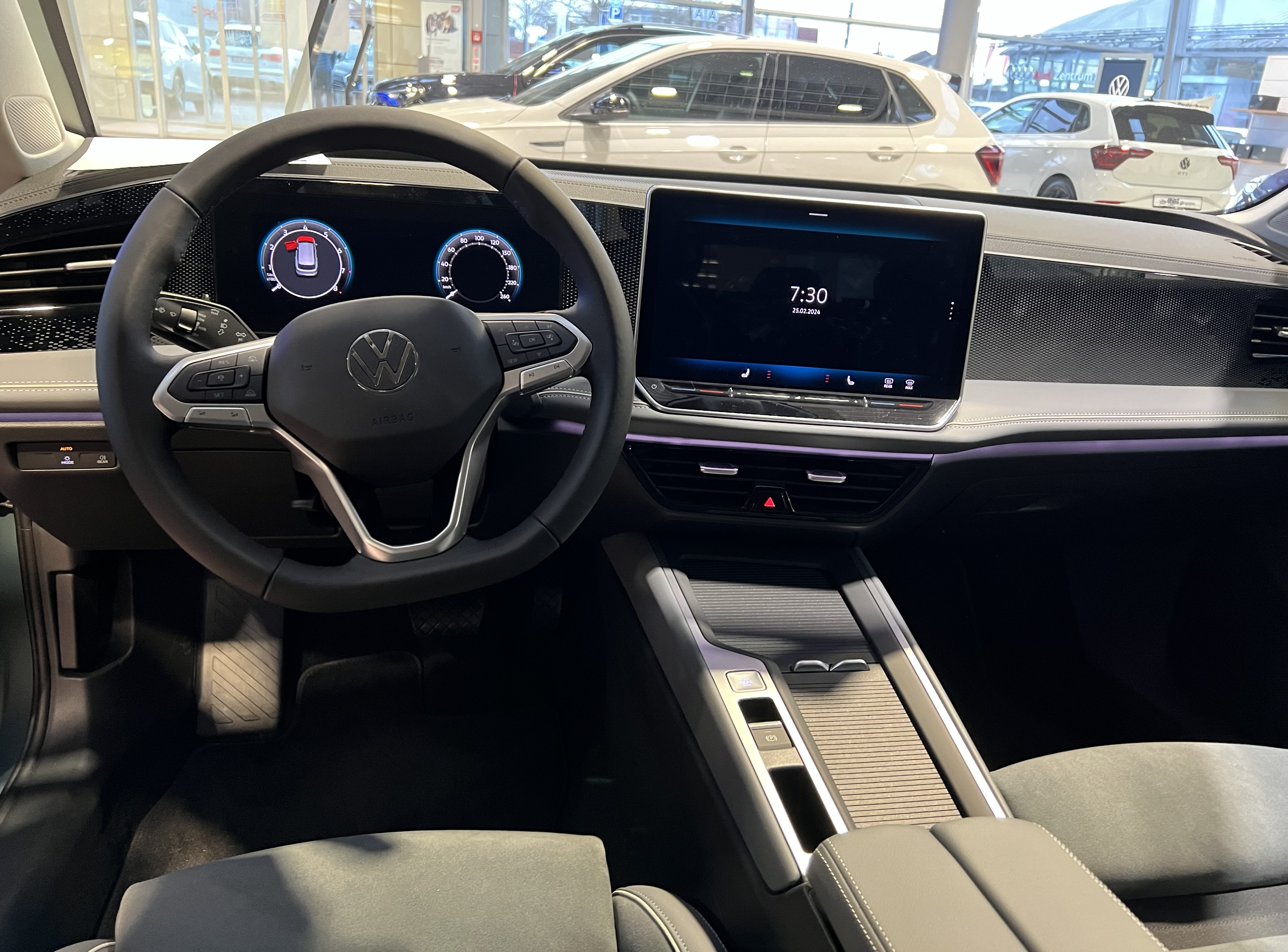
Interni

A luglio la Volkswagen ha diffuso le prime immagini dei prototipi della Passat.
La Passat è stata presentata ufficialmente a fine agosto 2023 con la diffusione di alcune immagini e dati ufficiali, per poi debuttare pubblicamente al salone di Monaco all'inizio di settembre 2023.
La Passat si basa sulla piattaforma MQB Evo e viene offerta solo nella versione Variant, ovverosia la familiare a 5 porte con carrozzeria due volumi; la berlina a 4 porte e tre volumi non è più disponibile a causa delle scarse vendite della stessa ed è stata di fatto soppiantata dall'elettrica ID.7. Per far spazio proprio a quest'ultima, la produzione della Passat è stata trasferita dallo stabilimento tedesco di Emden a quello slovacco di Bratislava.
Rispetto al modello precedente la dotazione di base è stata ampliata comprendendo il climatizzatore automatico e il cruise control adattivo. La vettura condivide la stessa meccanica e carrozzeria con la Škoda Superb di quarta generazione: infatti lo sviluppo della vettura per la prima volta è stato delegato alla filiale Skoda. Sulla Passat B9 sono installati solo motori turbo a 4 cilindri in linea abbinati a un cambio automatico a doppia frizione DSG a 7 marce; disponibile con motori benzina, ibrido leggero e diesel 2.0 TDI, oltre a due nuovi ibridi plug-in con un'autonomia elettrica fino a 100 km.